# Pontevedra CF
Pontevedra Club de Fútbol, S.A.D. – hiszpański klub piłkarski grający obecnie w Segunda División B, mający siedzibę w mieście Pontevedra, leżącym w Galicji.

## Historia
Klub powstał 16 października 1941 jako Pontevedra Club de Fútbol w wyniku fuzji dwóch innych zespołów z miasta Pontevedra, Eiriñi i Alfonso C.F.. Pierwszym prezydentem klubu został Fernando Ponte Conde. W 1963 Pontevedra po raz pierwszy w swojej historii awansowała do Primera División, ale po roku spadła do Segunda División. Jednak w latach 1965-1970 klub ponownie grał w pierwszej lidze Hiszpanii. W 1966 zajął 7. miejsce, najwyższe w historii. Od czasu spadku w 1970 roku Pontevedra występowała głównie w Segunda División, Segunda División B i Tercera División. W 2007 klub został przekształcony w sportową spółkę akcyjną.

### Sezony
- 6 sezonów w Primera División
- 9 sezonów w Segunda División
- 28 sezonów w Segunda División B
- 22 sezony w Tercera División
- 3 sezony w Categorias Regionales

## Sukcesy
- Primera División
  - 7. miejsce (1): 1966.
- Segunda División
  - mistrzostwo (2): 1963, 1965.
- Segunda División B
  - mistrzostwo (2): 2004, 2007.
- Tercera División
  - mistrzostwo (7): 1947, 1948, 1960, 1976, 1981, 1983, 1984.
- Copa RFEF
  - zwycięstwo (1): 2007.

## Reprezentanci kraju grający w klubie
- Neme
- Óscar Téllez
- Oséas
- Sergio Barila
- Néné
- Edgardo Adinolfi
- Jonay Hernández
- José Manuel Rey

## Skład na sezon 2008/2009
| Nr | Poz. | Piłkarz           |
| -- | ---- | ----------------- |
| 1  | BR   | Mikel Saizar      |
| 3  | OB   | David Bermudo     |
| 4  | PO   | Nicolás Dul       |
| 5  | OB   | Alejandro Vázquez |
| 6  | NA   | Yago González     |
| 7  | OB   | Asier Ormazábal   |
| 8  | PO   | Jesús Turiel      |
| 9  | PO   | Xavi Moré         |
| 10 | NA   | Yuri de Souza     |
| 11 | PO   | Esteban Capelo    |
| 12 | NA   | Renan de Mattos   |

| Nr | Poz. | Piłkarz          |
| -- | ---- | ---------------- |
| 13 | BR   | Miguel Fernández |
| 14 | OB   | Jonay Hernández  |
| 15 | PO   | Jorge Pelegrina  |
| 16 | PO   | Danilson         |
| 17 | NA   | Manuel Gato      |
| 18 | PO   | Charles Barbosa  |
| 19 | NA   | Óscar Guimerans  |
| 22 | NA   | Quique Cubas     |
| 24 | PO   | Néné             |
| 25 | BR   | Carlos Saavedra  |
| 26 | PO   | Javier Villar    |